# Алтын-Асырский этрап
Алтын-Асырский этрап (туркм. Altyn-Asyr etraby) — упразднённый этрап в Ахалском велаяте Туркменистана. Центром этрапа являлся город Алтын-Асыр.
Алтын-Асырский этрап образован в 2000 году из частей Тедженского, Какинского и Сарахского этрапов..
5 января 2018 года Парламент Туркменистана упразднил этрап, передав его территорию в Какинский этрап (генгешлики Мяне, Чяче), Сарахский этрап (генгешлик Балыкчылык), Тедженский этрап (генгешлики Вахарман, Гурбан-Дурды, Довлетли, Лукман, город Алтын-Асыр, сёла Ак-Алтын, Бугдайлы, Малдарчылык).